# Yomitan
Yomitan (jap. 読谷村 Yomitan-son) – wieś w Japonii, w prefekturze Okinawa, na wyspie Okinawa. Według danych na rok 2020 miejscowość zamieszkiwało 42 206 mieszkańców , a gęstość zaludnienia wyniosła 1168 os./km².